# 叙尔韦·本特松
叙尔韦·本特松（瑞典語：Sylve Bengtsson，1930年7月2日—2005年4月30日），瑞典男子足球运动员，司职前锋。他曾代表瑞典国家队参加1952年夏季奥林匹克运动会足球比赛，获得一枚铜牌。